# مهرجان مرسيليا للفلم الوثائقي
مهرجان مرسيليا للفيلم الوثائقي (بالفرنسية: Festival international de cinéma de Marseille), هو مهرجان للأفلام الوثائقية ينظم بمدينة مارسيليا منذ سنة 1989، المهرجان يقدم جوائز كبرى في الصنف الوطني والدولي.
دورة 2009 ضمت 20 فيلما وثائقيا في الصنف الدولي و14 في الصنف الفرنسي.

## روابط خارجية
- الموقع الرسمي